# Arlanda centralstation
Arlanda central är en järnvägsstation under Arlanda flygplats, belägen i Sigtuna kommun. Arlanda central är en av tre järnvägsstationer som ligger kring flygplatsen och trafikeras av SJ, Mälartåg och Stockholms pendeltåg.

## Historik
Stationen öppnade år 2000 strax efter Arlandabanans öppning. Den användes ursprungligen endast av fjärrtåg, främst SJ:s tåg mot Dalarna och Gävle. Pendeltågstrafiken via Arlanda påbörjades den 9 december 2012 till Uppsala C via Knivsta.
Det tar 36 minuter med pendeltåg från Arlanda C till Stockholm City och 20 minuter från Arlanda C till Uppsala C. Då stationen ägs av A-Train istället för Trafikverket måste resenärer som kliver av/på stationen betala en stationsavgift, avgiften baseras på antal personer som nyttjar stationen.

## Galleri

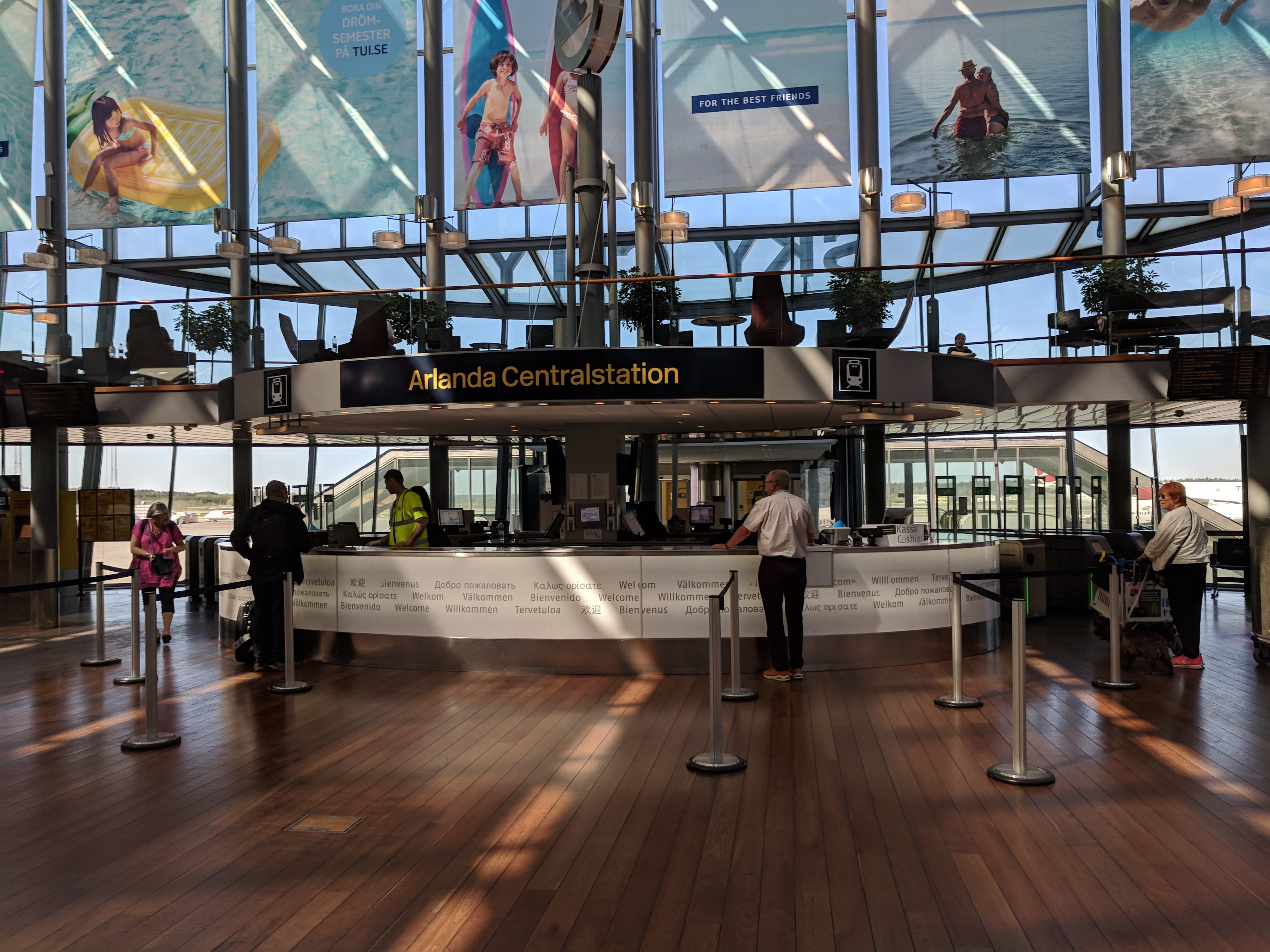
Ingången från Sky City
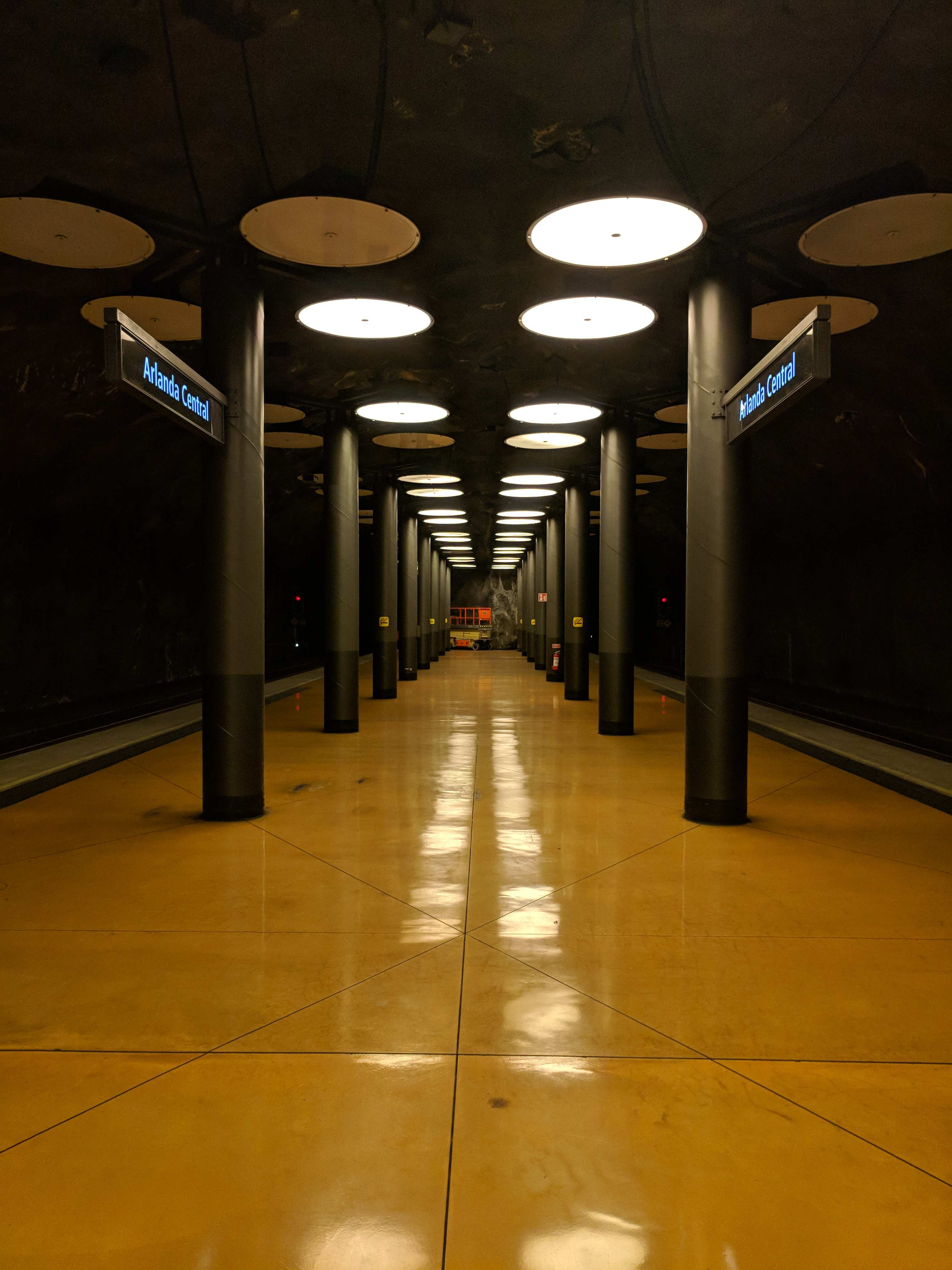
Perrong på Arlanda C
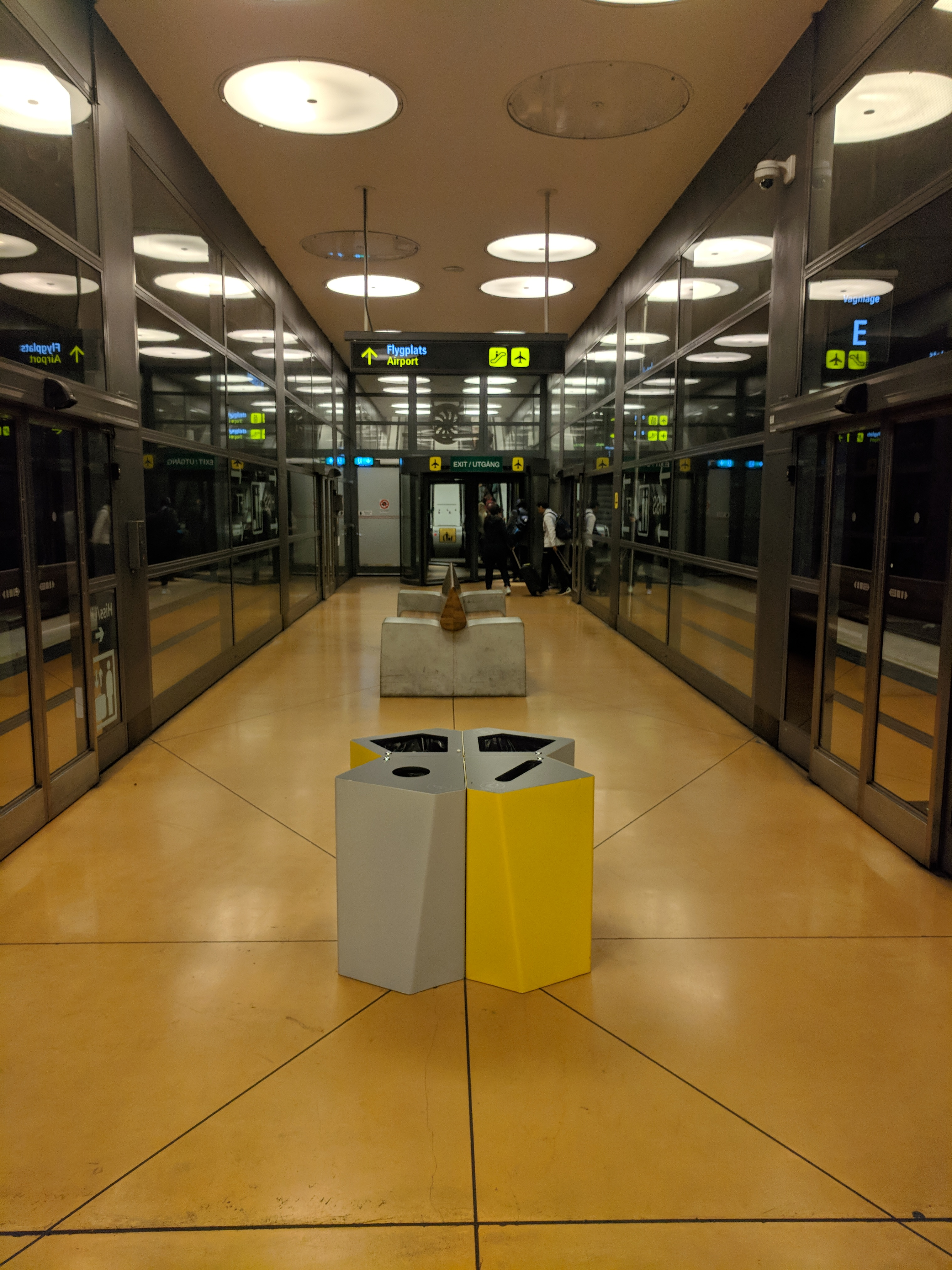
Vänthallen